# Alessandro Calvi
Alessandro Calvi (Italia, 1 de febrero de 1983) es un nadador italiano retirado especializado en pruebas de estilo libre, donde consiguió ser subcampeón mundial en 2007 en los 4 x 100 metros estilo libre.

## Carrera deportiva
En el Campeonato Mundial de Natación de 2007 celebrado en Melbourne ganó la medalla de plata en los relevos de 4 x 100 metros estilo libre, con un tiempo de 3:14.04 segundos, tras Estados Unidos (oro con 3:12.72 segundos) y por delante de Francia (bronce con 3:14.68 segundos).